# Jazzpreis (Album)
Jazzpreis ist ein Album von Rudi Mahall und Michael Griener. Die 2020/21 entstandenen Aufnahmen erschienen am 26. August 2022 auf dem Label Astral Spirits.

## Hintergrund
Die beiden Musiker kennen sich seit 40 Jahren aus Schülerzeiten, wo sich der vierzehnjährige Michael Griener und der fünfzehnjährige Rudi Mahall 1982 in Nürnberg als Autogrammjäger bei einem Konzert trafen und beschlossen: „Das schaffen wir auch!“ In späteren Jahren spielten zusammen im Quartett Die Enttäuschung oder mit Alexander von Schlippenbachs Monks’ Casino. Mahall ist außerdem Mitglied des Globe Unity Orchestra, und Griener ist bekannt für seine Arbeit mit Lina Allemanos Ohrenschmaus (Rats and Mice, 2020) sowie seinem Trio mit Ellery Eskelin und Christian Weber. Des Weiteren legten sie mit Jan Roder und Christof Thewes das Album Squakk – Willisau & Berlin (Intakt, 2014) vor. Überraschenderweise ist Jazzpreis das erste Duo-Album von Mahall und Griener, notierte Eyal Hareuveni.
In den Liner Notes schrieben die beiden Musiker: „Damals wie heute traf man sich und spielte einfach los, ohne vorherige Absprachen, früher aus einem Mangel an Wissen, heute aus dem Gegenteil heraus: die Resultate sind sich erstaunlich ähnlich. Nur: die Aufnahmen aus den letzten 40 Jahren, privat mit dem Kassettenrekorder oder später mit anderen Mitteln erstellt, sind nie veröffentlicht worden.“ Die Wahl des Albumtitels Jazzpreis kommentierten die beiden Musiker ironisch in den Liner Notes: „Jetzt als erstes und einziges das Beste: Griener Mahall pur. Den Jazzpreis haben wir uns selbst verliehen.“

## Titelliste
- Rudi Mahall / Michael Griener: Jazzpreis (Astral Spirits AS204)[2]

1. Und so nahm die Sache ihren Lauf 5:00
2. Minuten später... 5:00
3. Nach entsprechenden 4:32
4. Kurz darauf im Gefängnis...Laß dir mal in die Augen schaun! 5:08
5. Schon frūh am nāchsten Morgen... 5:16
6. Derweil... 5:23
7. Einige Tage später im Polizeipräsidium... 3:20
8. Viele Tassen Beruhigungstee später... 3:15
9. O ja! Ein kleines Stück könnte ich noch vertragen! (Bonus Track) 3:58
10. Na, dann ist ja alles klar! (Bonus Track) 3:17

Die Kompositionen stammen von Rudi Mahall und Michael Griener.
Die Aufnahmen entstanden am 7. Januar 2021 in Kötzlin, außer Track 5, aufgenommen am 21. Dezember 2020 in Berlin und Track 8, aufgenommen am 13. Februar 2021 in Berlin.

## Rezeption

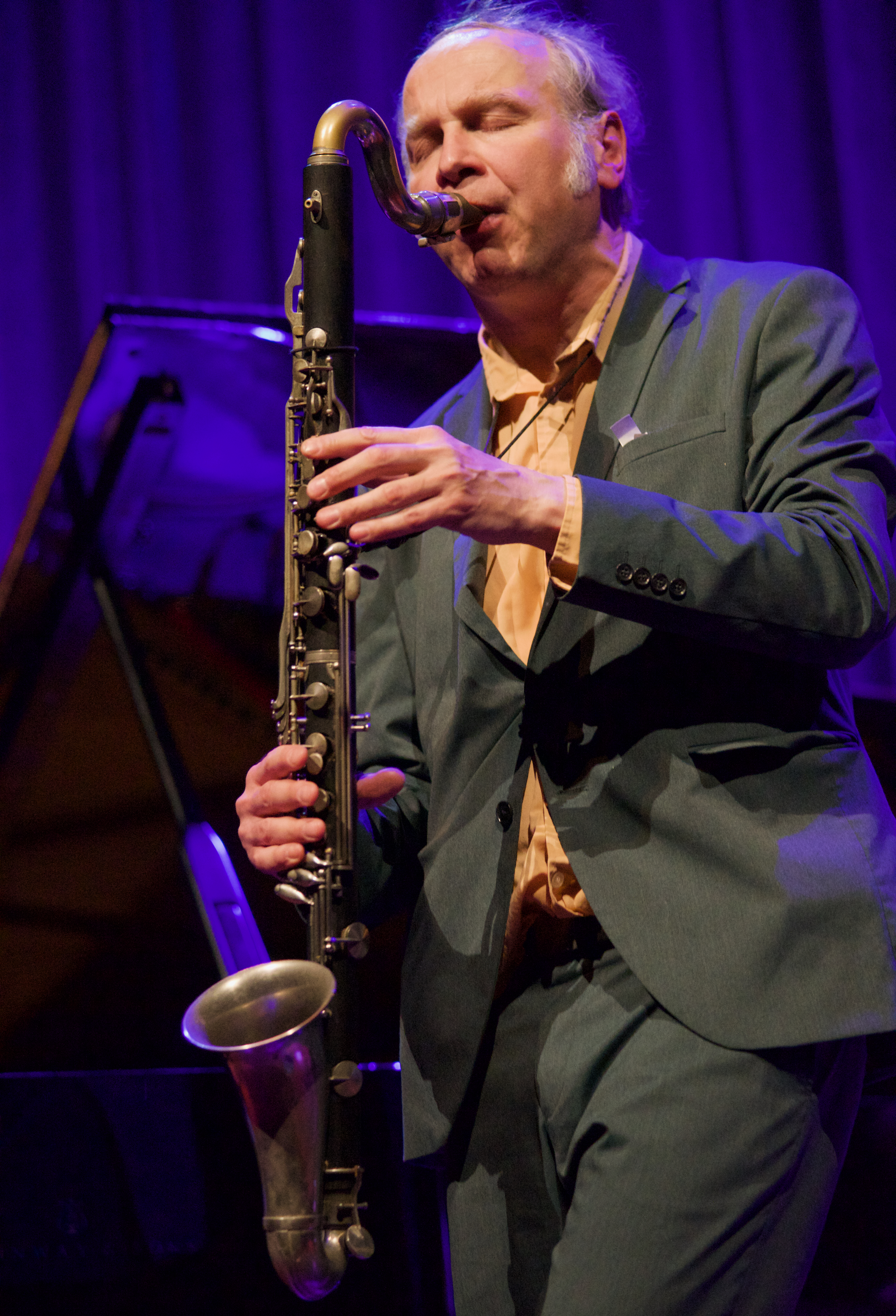
Rudi Mahall mit Monk's Casino beim Transition Festival im Tivoli Vredenburg Utrecht 2018

Jazzpreis sei ein Meisterkurs in selbstloser, freier Improvisation von zwei erfahrenen Experten ihres Fachs, die es verstünden, ihre tiefe Affinität und bewährte Dynamik mit Risikobereitschaft, scharfem Humor und Überraschungselementen in Einklang zu bringen, schrieb Eyal Hareuveni (Salt Peanuts). Mahall und Griener hätten sich dafür entschieden, nicht gewohnten Pfaden zu folgen, sondern sich immer wieder selbst mit rastlosen und subversiven Ideen, unorthodoxer, aber spielerischer Interaktion, massiver und manischer Energie und plötzlichen Umwegen herauszufordern.
Sie würden sich während der acht Dialogstücke nie an eine Idee klammern, so der Autor, und sobald sie ihre klanglichen Möglichkeiten ausgeschöpft hätten, gingen sie weiter. Nur für das ironische „Kurz darauf im Gefängnis…Laß dir mal in die Augen schaun!“ würde Mahall einen lyrischen Modus wählen, während Griener seinen emotionalen Ansatz mit hyperaktivem und provokativem Schlagzeugspiel kontrastiere. Doch während sie sich darauf vorbereiten, ihren wohlverdienten Preis auszuwählen, und nach ein paar Tassen Tee, wie im letzten Stück „Viele Tassen Beruhigungstee später…“ erzählt, spielten Mahall und Griener damit ihr berührendstes Stück, offensichtlich auf ihre besonders provokante Art.